# Шуликин, Владимир Васильевич
Владимир Васильевич Шуликин (род. 6 августа 1980) — главный тренер сборной Азербайджана по прыжкам на батуте.

## Биография
Родился 6 августа 1980 года. В 2003 году окончил Витебский государственный университет.
С 2001 года является тренером по прыжкам на батуте. 
В 2010 году стал стипендиатом Президентского спортивного клуба Белоруссии. Также в 2010 году на конкурсе «БАГ-Премиум» завоевал награду «Тренер перспективы».
С 2012 года работал в Витебской областной школе высшего спортивного мастерства.
Среди учеников Шуликина — Светлана Макштарева, Валерия Масесова, Наталья Грукова, Владимир Васильев, Роман Данилов.
Человек года Витебщины 2013. Лучший тренер 2013 года (Витебск).
В 2014 году переехал из Белоруссии в Азербайджан.
Заслуженный тренер Азербайджана.
Главный тренер сборной Азербайджана по прыжкам на батуте.
Член спортивного клуба «Оджаг».

## Награды
- Почетная грамота управления образования Белоруссии (2011, за долголетний добросовестный труд в системе образования)
- Грамота Министерства спорта и туризма Республики Беларусь (2011, за плодотворную деятельность по развитию и популяризацию прыжков на батуте, подготовку спортсменов высокого класса)
- Почетная грамота Витебского городского исполнительного комитета (2013, за значительный вклад в пропаганду здорового образа жизни, большие достижения в области спорта)
- Почётный диплом Президента Азербайджана (29 июня 2015, за заслуги в развитии спорта в Азербайджане тренеров спортсменов, успешно выступивших на I Европейских играх)[3]